# Afrikanska ormhuvudsfiskar
Afrikanska ormhuvudsfiskar, Parachanna, är ett släkte av fiskar som beskrevs av Guy G. Teugels och Jacques Daget, 1984. Afrikanska ormhuvudsfiskar ingår i familjen ormhuvudsfiskar, Channidae.

## Dottertaxa till afrikanska ormhuvudsfiskar,Parachanna, i alfabetisk ordning[1][2]
- Parachanna africana (Steindachner, 1879)
- Parachanna insignis (Sauvage, 1884)
- Parachanna obscura (Günther, 1861)